# Bistum Assis
Das Bistum Assis (lat. Dioecesis Assisensis, port. Diocese de Assis) ist eine in Brasilien gelegene römisch-katholische Diözese mit Sitz in Assis im Bundesstaat São Paulo.

## Geschichte
Das Bistum Assis wurde am 30. November 1928 durch Papst Pius XI. aus Gebietsabtretungen des Bistums Botucatu errichtet. Am 16. Januar 1960 gab das Bistum Assis Teile seines Territoriums zur Gründung des Bistums Presidente Prudente ab. Eine weitere Gebietsabtretung erfolgte am 30. Dezember 1998 zur Gründung des Bistums Ourinhos.
Es ist dem Erzbistum Botucatu als Suffraganbistum unterstellt.

## Bischöfe von Assis
- Antônio José dos Santos CM, 1929–1956
- José Lázaro Neves CM, 1956–1977
- Antônio de Souza CSS, 1977–2004
- Maurício Grotto de Camargo, 2004–2008, dann Erzbischof von Botucatu
- José Benedito Simão, 2009–2015
- Argemiro de Azevedo CMF, seit 2016